# 1733 en France
Chronologie de la France
- 1729
- 1730
- 1731
- 1732
- 1733
- 1734
- 1735
- 1736
- 1737

Cette page concerne l'année 1733 du calendrier grégorien.

## Événements
- 1er février : mort du roi de Pologne et électeur de Saxe Auguste II le Fort[1]. En France un parti puissant se constitue pour la restauration de Stanislas Leszczyński, ancien roi de Pologne et beau-père de Louis XV.

- 17 février : ordonnance du roi contre les prétendus convulsionnaires. De nombreuses personnes sont arrêtées et enfermés au donjon de Vincennes[2].

- 11 mai : naissance de Marie-Louise-Thérèse-Victoire de France (Madame Victoire)[3].
- 28 mai : crue extraordinaire de la Loire[4].

- 7 juillet : arrêt du Conseil du roi portant règlement sur les tailles[5].

- Août : Louise de Mailly devient la première maîtresse de Louis XV[6]. Infidélités du roi qui a des liaisons successives avec les Sœurs de Nesle de 1733 à 1744. (Madame de Mailly, Madame de Vintimille, Madame de Châteauroux).

- 26 septembre : traité de Turin (en) franco-piémontais[7]. La France rompt avec l’Autriche à l’instigation du ministre Germain Louis Chauvelin.

- 3 octobre : le pape condamne par un bref une instruction pastorale « adressée au clergé et aux fidèles de son diocèse, au sujet des miracles que Dieu fait en faveur des appelants de la bulle Unigenitus » publié le 1er février par l’évêque de Montpellier Colbert de Croissy et annulé par un arrêt du conseil du 25 avril[8].
- 10 octobre : Fleury s’assure de la neutralité britannique et hollandaise et déclare la guerre à l’Autriche[9]..Début de la guerre de Succession de Pologne.

- 7 novembre : traité de l’Escurial. Premier Pacte de famille entre les Bourbons de France et d’Espagne[10].

- 17 novembre : l’impôt sur le dixième est ressuscité pour financer la guerre de Pologne[11].
- Novembre : édit sur la vénalité des fonctions municipales (maires, échevins, consuls). Les nouveaux offices créés ainsi par Philibert Orry s’avèrent invendables[12].
- 2 décembre : le Parlement enregistre l'édit de novembre portant création de rentes viagères en forme de tontine[13] pour un million de livres[5].

- L'intendant Tourny introduit la taille tarifée à Limoges[5].